# Fandom di My Little Pony - L'amicizia è magica

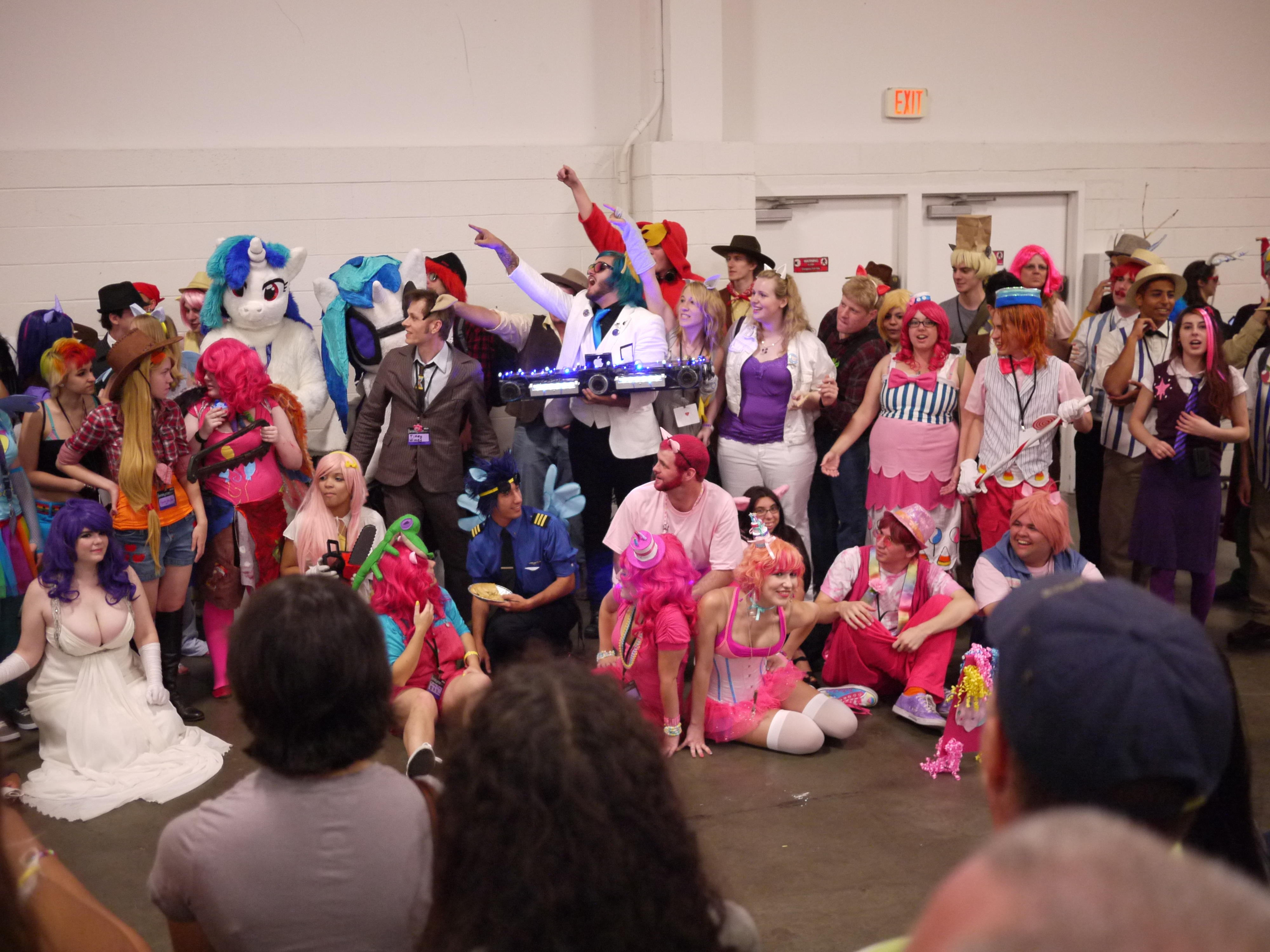
Cosplayer di diversi personaggi dello show My Little Pony - L'amicizia è magica alla convention BronyCon dell'estate 2012.

Il fandom di My Little Pony - L'amicizia è magica, (una serie televisiva d'animazione prodotta da Hasbro in occasione del lancio della quarta generazione di giocattoli della linea My Little Pony nel 2010, e trasmessa dal canale via cavo Hub Network) è una sottocultura formata da un gruppo di persone adulte, in gran parte maschi, che condivide l'interesse per questa serie e che è nata e si è sviluppata sin dall'esordio della serie; questi fan, attratti dai personaggi, dalle trame e dall'animazione, e influenzati dalla propagazione dello show come fenomeno di Internet, hanno adottato il nome brony (al plurale bronies) dalla fusione delle parole inglesi bro ("fratello") e pony. Benché si ritenga che la sua propagazione sia inizialmente avvenuta a causa dell'ironia destata dal concetto di persone adulte appassionate a una serie per bambine, il fandom ha dimostrato una dedizione per lo show decisamente più radicale, e viene considerato un esempio paradigmatico di New Sincerity scaturita da Internet. I suoi membri più attivi hanno fondato siti web, organizzato convention e creato numerose opere di letteratura, musica, arte digitale e tradizionale e video ispirandosi alla serie.
L'apprezzamento della serie da parte di un pubblico adulto è stato del tutto inaspettato per la Hasbro e per gli autori coinvolti nella realizzazione della serie i quali hanno comunque accettato e interagito con questi fan più anziani, pur restando concentrati sul pubblico originariamente previsto. Questo rapporto di reciprocità si è manifestato tramite la partecipazione dei doppiatori e dei produttori alle convention dei fan, il riconoscimento del fandom brony in materiale promozionale ufficiale e l'inclusione di alcuni pony secondari resi celebri dai fan, come la battezzata dal fandom "Derpy Hooves", in allusioni scherzose all'interno dello show.

## Nascita e diffusione
Lauren Faust fu scelta da Hasbro come sviluppatrice e produttore esecutivo della serie, in virtù della sua precedente esperienza nel campo dell'animazione con serie come Le Superchicche e Gli amici immaginari di casa Foster.  Sotto la guida di Hasbro, Faust sviluppò lo show con l'obiettivo di intrattenere il target demografico costituito da bambine piccole e dai loro genitori, ma creò personaggi e ambientazioni che mettevano in discussione lo stereotipo di "femminilità" e vi aggiunse elementi avventurosi e umoristici per suscitare l'interesse dei genitori.
Una delle prime recensioni dello show, pubblicata poco dopo la prima trasmissione nell'ottobre 2010, fu scritta da Amid Amidi per il sito di animazione Cartoon Brew. Amidi scrisse che lo show era un segno della "fine dell'era dell'animazione TV guidata dall'autore". L'articolo di Amidi esprimeva la preoccupazione che l'assegnazione di un talento come Faust a uno show centrato su giocattoli facesse parte di una tendenza a privilegiare i generi di animazione più redditizi (come quella legata ai giocattoli) rivolti a un pubblico sempre più frammentario, e fosse nel complesso "un'ammissione di sconfitta per l'intero movimento, uno sventolio di bandiera bianca per l'industria dell'animazione TV".
Benché lo show fosse stato discusso nella sezione di 4chan dedicata ai cartoni già da prima della pubblicazione dell'articolo, la natura allarmista dello stesso portò a una maggiore attenzione per lo show, e questa risultò a sua volta in un responso positivo nei confronti della trama, dei personaggi e dello stile dell'animazione.
Questa reazione si diffuse presto alle altre sezioni di 4chan, dove elementi tratti dallo show ispirarono rapidamente scherzi e meme ricorrenti nell'ambito del sito; tra questi, l'adozione di locuzioni tratte dallo show, come anypony, everypony, nopony (in luogo di anybody, everybody, nobody "qualcuno", "tutti", "nessuno") o l'affermare umoristicamente che lo guardavano per la "trama" (plot), riferendosi con questo termine ai fianchi dei pony.
Il numero di post su L'amicizia è magica attirò l'attenzione sul sito. I fan dello show lo difendevano contro attacchi di troll provenienti dalle altre sezioni di 4chan, il che condusse temporaneamente al ban di tutte le discussioni su qualunque argomento correlato ai pony.
Christopher Poole, il fondatore di 4chan, riconobbe brevemente la popolarità dello show sul sito al festival South by Southwest del 2011. Poole ha da quel momento creato una sezione apposita per discutere dello show e del fandom; anche se su 4chan si continuò a discutere dello show, i fan crearono altri luoghi per tali discussioni, e il fandom si diffuse in altri forum di Internet.
L'interesse da parte di adulti nello show può essere paragonato a quello per Le Superchicche, I favolosi Tiny, La vita moderna di Rocko, SpongeBob, Yo Gabba Gabba!, Animaniacs e Phineas e Ferb: gli spettatori più anziani apprezzano gli scherzi rivolti al pubblico più maturo e il senso di nostalgia per i cartoni più vecchi. Molti degli show sopra citati hanno attratto fan di età universitaria i quali, al momento in cui L'amicizia è magica veniva trasmesso, stavano crescendo essi stessi dei figli. Lo show fa riferimento a opere che gli spettatori più anziani possono riconoscere, come Lucy ed io, Benny Hill Show, X-Men, 2001: Odissea nello spazio, Diamond Dogs, Il grande Lebowski e Paura e delirio a Las Vegas.
La maggior parte di questi fan sono rimasti sorpresi dal proprio attaccamento allo show. Shaun Scotellaro, gestore di Equestria Daily, uno dei principali fan site dedicati allo show, ha dichiarato: «Onestamente, se qualcuno mi avesse detto che avrei scritto un blog sui pony sette mesi fa, l'avrei considerato pazzo». Ha commentato che la diffusione tra gli adulti era accelerata dalla sua presenza nell'ambito dei giochi online. Mike Fahey, un editore del sito dedicato ai videogame Kotaku, ha commentato che il fandom stava «costruendo amicizie tra un disparato gruppo di persone che avrebbero potuto altrimenti rimanere sull'uno o l'altro lato di Internet a lanciarsi insulti a vicenda».
Il dott. Patrick Edwards, che ha effettuato svariati studi per analizzare il fandom brony, ha osservato che esso è differente dalla maggior parte degli altri fandom, i quali «non accettano di buon grado le persone diverse», e promuove il messaggio di amore e tolleranza trasmesso dallo show.
Ulteriore interesse è provenuto dalla comunità furry, che conta un gran numero di fan dell'animazione. La dott.ssa Marsha Redden, una delle persone dietro a The Brony Study (vedi sotto), ha affermato che i fan adulti costituirebbero «una reazione al fatto che gli Stati Uniti sono rimasti immersi nel terrorismo negli scorsi dieci anni» in modo analogo alla guerra fredda, e sono «stanchi di essere spaventati, stanchi dell'angoscia e dell'ostilità»; lo show e il suo fandom sarebbero uno sbocco da questi conflitti.
Ha paragonato il fandom brony allo stile di vita bohémien e beatnik del secondo dopoguerra e a quello hippy dopo la guerra del Vietnam.
In modo analogo, Amy Keating Rogers, una delle scrittrici dello show, ritiene che i fan siano giunti ad amare L'amicizia è magica a causa della presenza di «tanto cinismo e negatività [...] in molte [altre] serie», mentre lo show «ha un messaggio talmente positivo» da riuscire a contrastarli.

## Attività dei fan

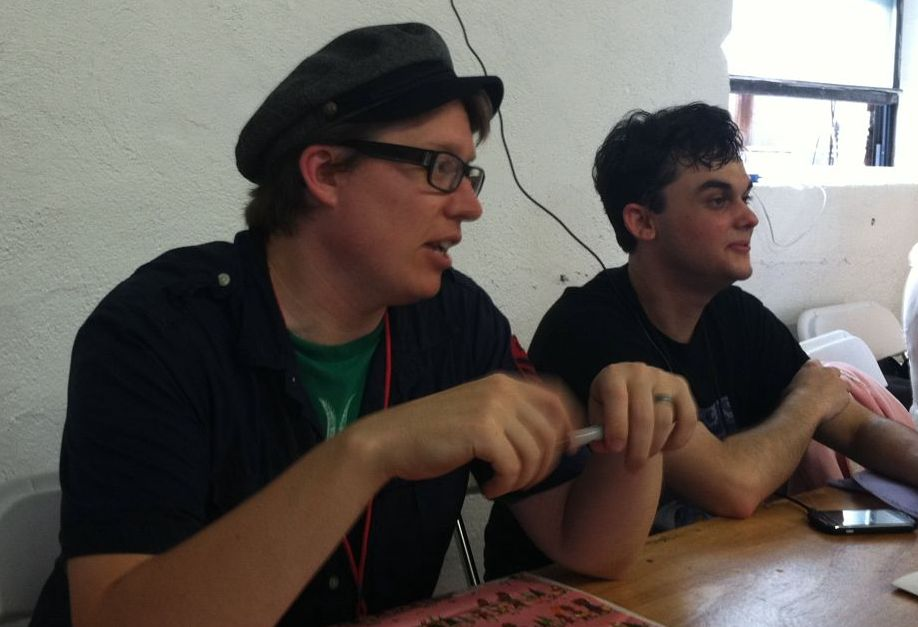
Jayson Thiessen, direttore supervisore (a sinistra), e Shaun Scotellaro ("Sethisto"), il fondatore del fan site Equestria Daily, alla BronyCon del settembre 2011.

I fan adulti dello show si descrivono con la parola "brony": benché questo termine si riferisse inizialmente ai fan di sesso maschile, esso è abitualmente applicato ai fan di entrambi i sessi che siano fuori dal target demografico dello show. Per riferirsi alle fan adulte viene anche usato il termine "pegasister" (portmanteau di pegasus "pegaso" e sister "sorella"). Due sondaggi non ufficiali di 2300 e 9000 partecipanti rispettivamente hanno rivelato che, all'epoca del sondaggio, l'età media dei fan adulti si aggirava attorno ai 21 anni, che circa l'86% erano maschi, e che il 63% stavano al momento studiando per conseguire il diploma universitario  o un titolo più avanzato. Un successivo sondaggio del 2012 con oltre 20 000 partecipanti ha restituito numeri analoghi, e ha messo in evidenza che la maggior parte dei fan sono di età compresa tra i 15 e i 30 anni, eterosessuali e in possesso di una laurea o intenzionati a conseguirne una. Inoltre, facendo uso dell'indicatore Myers-Briggs per la personalità, il sondaggio ha rivelato che la maggior parte dei partecipanti ricadeva nel tipo "INTJ", che, stando ai creatori del sondaggio, ricorre normalmente solo nell'1-3% della popolazione mondiale.
Molti membri del fandom che avevano difficoltà a relazionarsi con gli altri o a essere trattati con rispetto hanno trovato nel fandom un modo per incontrare persone con i loro stessi interessi e diventare più estroversi.
Margaret Loesch, AD e presidente di Hub Network, che è stata produttore esecutivo delle serie animate My Little Pony negli anni ottanta, ha spiegato che esistevano maschi appassionati di quella e delle altre serie passate, ma ha rilevato che ne esistono molti di più per L'amicizia è magica in virtù della qualità della serie e dell'influenza dei social media e di Internet.
Alcuni brony sono arruolati in varie forze armate degli Stati Uniti, e hanno talvolta incluso i cosiddetti cutie marks ("simboli di bellezza") dello show come insegne sulle proprie uniformi o equipaggiamento, benché ciò non sia un comportamento appropriato nella maggior parte dei settori, o avvenga esclusivamente durante operazioni di addestramento. Margaret Loaesh ha dichiarato di aver ricevuto un'e-mail da un gruppo di soldati di stanza in Afghanistan che hanno conosciuto lo show grazie alle proprie figlie, e se ne sono appassionati a causa dello spirito di squadra che viene raffigurato nella serie.
Secondo un censimento informale di natura statistica, a settembre 2012 ci sarebbero stati tra i 7 e i 12,4 milioni di persone negli Stati Uniti disposte a riconoscersi come brony.
Uno studio più dettagliato, chiamato "The Brony Study", è attualmente in corso sotto la direzione del dott. Patrick Edwards, professore di psicologia al Wofford College, e della sua collega neuropsicologa dott.ssa Redden. I due hanno creato uno dei due sondaggi sopra citati, ed Edwards ne ha periodicamente presentato i risultati alle convention brony. Edwards ha notato che la cultura brony costituiva «l'opportunità di studiare un fenomeno di fandom a partire dalle sue origini», e ha messo in piano di continuare la ricerca per osservare l'evoluzione di tale cultura. Il professore emerito Bill Ellis della Penn State University ha paragonato la cultura brony a quella degli otaku, i fan degli anime e manga giapponesi. Ellis, parlando alla convention AnimeNEXT del 2012, ha affermato che tanto i brony quanto gli otaku sono «normali dal punto di vista psicologico e dello sviluppo» e sono semplicemente «non maggioritari» nelle proprie scelte di interessi attivi. Ellis ha notato che i fan di entrambi i gruppi sono spesso ridicolizzati per il loro interesse nei confronti di materiale destinato al sesso opposto.
Per quanto l'iniziale crescita del fandom sia dovuta a utenti di 4chan divertiti dall'idea ironica di persone adulte appassionate di un cartone per ragazzine, il fandom cresce ora a causa di un sincero apprezzamento dello show. Robert Thompson, un professore di studi sui media alla Syracuse University, ha dichiarato che «Una cosa è che ai ragazzi piacciano le moto, le auto potenti e il calcio. Il fatto che a uno piaccia My Little Pony è così strampalato che diventa quasi avant-garde. Sa un po' di ultima moda». Secondo Angela Watchcutter di Wired, il fandom è un esempio della "nuova sincerità di Internet", dato che questi spettatori più anziani guardano lo show «senza ironia» e «senza sensi di colpa», infrangendo gli stereotipi legati al genere, e addirittura creando nuovo materiale al riguardo.
La professoressa Roberta Pearson dell'Università di Nottingham ha dichiarato che «questo è un livello di devozione che non [aveva] mai visto prima», mentre il professor Charles Soukup della University of Northern Colorado ha suggerito che questo impegno è un'indicazione dell'«epoca di ultra-cult» esibita dai brony, in cui «i fruitori dei media scoprono mezzi di informazione estremamente inaspettati e oscuri per coltivare unicità e peculiarità per la propria "identità mediata"».

### In rete
Siti come Equestria Daily e Ponychan sono stati creati dai fan per condividere materiale artistico, letteratura e informazioni riguardanti lo show. Fondato nel gennaio 2011, Equestria Daily ha ricevuto oltre 36 milioni di visualizzazioni nel giro di nove mesi, superando i 500 milioni nel giugno 2014; il blog, che riceve più di 175 000 visite al giorno ed è completamente finanziato dalle entrate garantite dalla pubblicità, fu fondato dallo studente universitario allora ventitreenne Shaun Scotellaro (noto in rete con il nome di "Sethisto") allo scopo di raccogliere materiale di fan fiction e informazioni specifiche su L'amicizia è magica. Shaun abbandonò il college per poter gestire il sito fuori dalla casa dei genitori a Glendale quando esso crebbe in popolarità; in quel periodo, egli era convinto che lo show avesse bisogno di una solida base di fan, dato che esisteva una diffusa preoccupazione che Hasbro non avrebbe autorizzato una seconda stagione.

### Convention

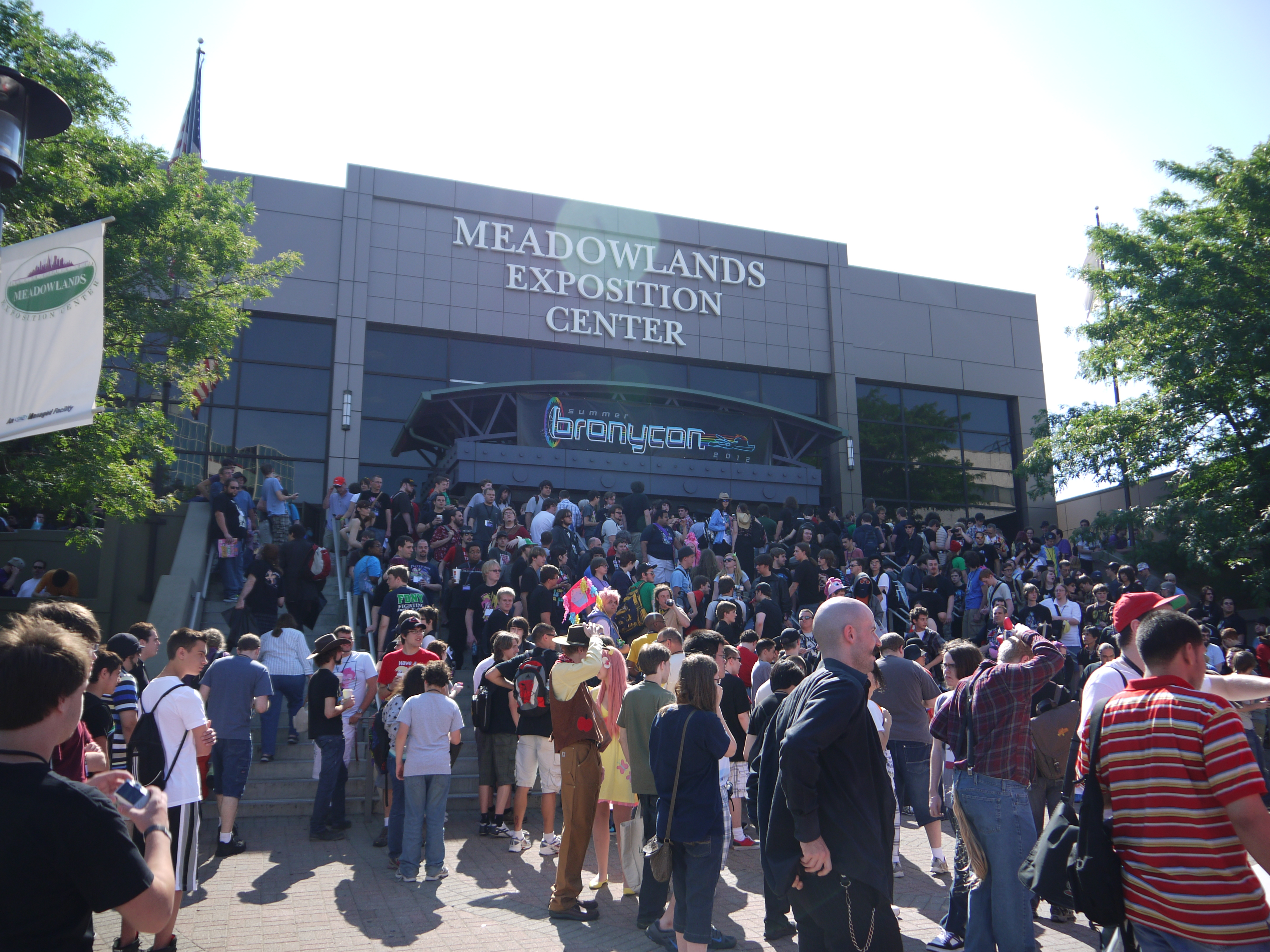
Brony in attesa dell'inizio della convention BronyCon dell'estate 2012.

I fan organizzano di frequente incontri locali e convention nelle proprie zone. Una delle prime a essere organizzata fu BronyCon, tenuta per la prima volta a New York, dove fu ospite il direttore supervisore Jayson Thiessen. La prima convention attrasse 100 persone, ma la terza, tenutasi a gennaio 2012, fu frequentata da 800 persone, e la quarta — di cui furono ospiti la sviluppatrice Lauren Faust, i doppiatori John de Lancie, Tara Strong, Andrea Libman, Peter New, Lee Tockar e Cathy Weseluck e gli sceneggiatori Amy Keating Rogers e Meghan McCarthy — si era espansa fino a diventare un evento di due giorni nel giugno 2012 al Meadowlands Exposition Center in New Jersey, con oltre 4000 partecipanti; eventi successivi, a partire dal 2013, si sono tenuti in un luogo più spazioso fornito dal Baltimore Convention Center, con oltre 8000 partecipanti. Altre convention brony comprendono Everfree Northwest a Seattle, Washington, Midwestria a Chicago, Illinois, Canterlot Gardens a Cleaveland, Ohio, Equestria LA a Los Angeles, BABSCon a Burlingame, California,, Ponycon NY nell'area metropolitana di New York, BronyCAN nella Columbia Britannica, GalaCon a Ludwigsburg, in Germania, BUCK a Manchester, PonyCon AU a Sydney, Crystal Mountain Pony Con a Salt Lake City, Utah e Pacific PonyCon a San Diego, California. Nel 2012 sono state pianificate circa una dozzina di convention brony, di cui alcune anche in Europa. Inoltre, convention di My Little Pony fondate precedentemente a L'amicizia è magica, come My Little Pony Fair e UK PonyCon, hanno visto incrementi nel numero di partecipanti a causa della presenza dei brony. Anche un longevo progetto artistico di cadenza annuale, il My Little Pony Project, in cui gli artisti ricreano modellini e giocattoli My Little Pony sotto forma di opere d'arte, ha visto un maggior numero di partecipanti e contribuenti provenienti dalla comunità brony.

### Beneficenza e raccolte fondi
Il fandom ha organizzato raccolte fondi in diverse occasioni. Un progetto chiamato Brony Thank You Project fu creato per finanziare un messaggio televisivo di ringraziamento per i creatori dello show, trasmesso a partire dal 5 novembre sul canale Hub Network. L'iniziativa ha superato di gran lunga il suo obiettivo, e i fondi in eccesso sono stati devoluti in beneficenza per acquistare giocattoli destinati ai figli delle famiglie economicamente disagiate tramite il programma della forze armate statunitensi Toys for Tots. Il gruppo è stato successivamente riconosciuto nel New Hampshire come organizzazione non-profit esente da tasse secondo la legislazione degli Stati Uniti e afferma di essere il primo gruppo di fan di questo tipo a ottenere tale status. Nel dicembre 2013 il gruppo ha donato 50 000 dollari al California Institute of the Arts per finanziare una borsa di studio in animazione a tempo indeterminato.
Analogamente, un gruppo chiamato Bronies for Good ha organizzato campagne di donazione del sangue e raccolto, nel corso del 2012, oltre 60 000 dollari da devolvere a organizzazioni di beneficenza come Children Cancer Association, Room to Read e Your Siblings.
La doppiatrice Tara Strong ha ricevuto aiuti da parte del fandom per la sua raccolta fondi "Kiki's Cancer Fund" allo scopo di aiutare la figlia di un'amica cui era stato diagnosticato un tumore cerebrale, e ha dichiarato che la bambina «non sarebbe viva oggi se non fosse per i fan [di My Little Pony]». Strong riporta di aver raccolto in questo modo 100 000 dollari di donazioni. La bambina, tuttavia, non è sopravvissuta alla malattia.
Faust ha chiesto l'aiuto dei brony per raccogliere fondi per il Wildlife Learning Center in California; il Centro offriva la possibilità di chiamare alcuni dei suoi animali come personaggi dello show quando fossero state raggiunte determinate quote di donazioni.
Nel gennaio 2014, l'undicenne Michael Morones è stato ricoverato dopo aver tentato il suicidio per essere stato vittima di bullismo da alcuni compagni di scuola a causa della sua passione per la serie animata; la comunità brony s'è messa in contatto della famiglia, e con la partecipazione di diversi membri del cast di produzione e doppiaggio dello show ha dato inizio a una raccolta fondi per aiutare a pagare le sue cure mediche; l'iniziativa ha fruttato oltre 48 000 dollari nell'arco di una settimana, e oltre 72 000 dollari il mese successivo.
Il film documentario Bronies: The Extremely Unexpected Adult Fans of My Little Pony, finanziato interamente dai fan su Kickstarter, ha terminato la campagna di raccolta fondi con oltre cinque volte la quota richiesta, permettendo ai produttori di espandere la portata del progetto.
Un gruppo organizzato di fan, chiamato "Humble Brony Bundle", ha accettato dai suoi membri donazioni dirette a Humble Indie Bundle, un'unità di vendita di videogiochi indipendenti di beneficenza per Child's Play e per la Croce Rossa Americana; queste arrivarono al primo posto nella lista dei contributori in una delle vendite e costituirono in una successiva vendita la maggiore donazione singola a seguito di un'amichevole competizione con lo sviluppatore di Minecraft Markus Persson. Nella successiva vendita di larga portata, gli stessi amichevoli rivali raggiunsero la cima della classifica delle donazioni; Humble Brony Bundle donò in quell'occasione oltre 13 000 dollari.

### Produzione artistica

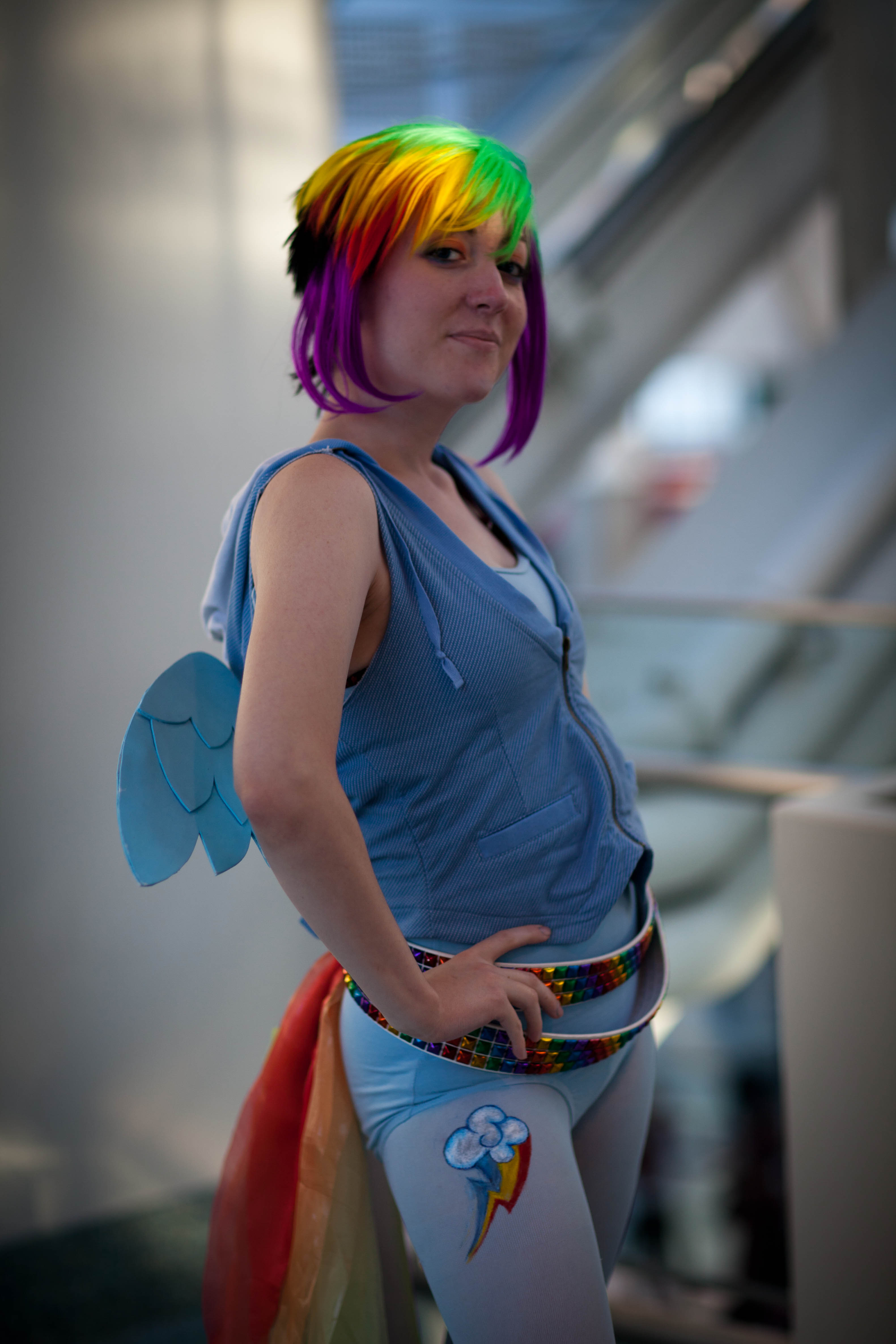
Una partecipante all'Anime Expo del 2011 che esibisce un cosplay del personaggio Rainbow Dash.

Molti artisti si servono di siti come deviantART per esporre fan art basata su personaggi esistenti o creati dai fan: nel giugno 2012 su deviantART erano presenti oltre 500 000 opere di L'amicizia è magica. I fan adulti hanno anche creato un gran numero di peluche e giocattoli basati sui personaggi dello show o su quelli creati dal fandom, molti dei quali vengono venduti ad altri fan su eBay o altri siti di aste online, a volte per centinaia di dollari.
Su YouTube vengono caricati regolarmente video che incorporano parti dello show, tra cui video musicali, parodie e remake di trailer di film e videogame.
Un video che ha catturato l'attenzione dei media è stato realizzato dal liceale Stephen Thomas, che si avvaleva della scienza per analizzare scene fisicamente impossibili di My Little Pony come parte di una presentazione alla classe ed è apparso sul sito ufficiale della serie Tosh.0.
Versioni remixate di opere professionali combinate con materiale tratto da L'amicizia è magica hanno attratto l'interesse degli autori originali; il produttore cinematografico Edgar Wright ha apprezzato la versione My Little Pony dei trailer dei suoi film Scott Pilgrim vs. the World e Hot Fuzz. Il team del blog inglese di Top Gear e l'edizione inglese della rivista di Top Gear hanno segnalato un video che faceva uso di spezzoni del loro show in cui apparivano personaggi pony.
Una versione fan-made in stile L'amicizia è magica del video musicale Gangnam Style del rapper sudcoreano Psy è stata messa in risalto da alcuni canali mediatici come una delle migliori imitazioni del video. Un fan, Zachary Rich, ha prodotto in Flash un intero episodio amatoriale, chiamato "Double Rainboom", come parte di una consegna per un corso del college da lui frequentato, il Savannah College of Art and Design. 
Il musicista "Weird Al" Yankovic, dopo aver messo in risalto sul proprio account Twitter alcuni video accompagnati da sue canzoni basati sullo show, è entrato in contatto con i direttori dello show, il che è culminato nella sua apparizione come ospite speciale nell'episodio della quarta stagione Pinkie Pride.

La comunità dei fan ha prodotto numerose opere di fan fiction, di cui una delle più lunghe e popolari è Fallout: Equestria, scritta da "Kkat" e basata sulla serie di videogame Fallout.
Alcuni fan hanno creato videogame basati su L'amicizia è magica, come il picchiaduro My Little Pony: Fighting Is Magic, modificazioni di giochi esistenti come Team Fortress 2 e The Elder Scrolls V: Skyrim o opere artistiche di crossover tra lo show animato e ambientazioni di videogame. Applicazioni in Flash permettono ai fan di creare i propri personaggi pony nello stesso stile dello show.

#### Musica
Il fandom è stato oggetto di interesse per la quantità e la varietà di musica prodotta dai suoi membri, incluse cover di canzoni dello show e canzoni originali ispirate allo show e al suo fandom.
Nel gennaio 2014 è stata lanciata un'applicazione per smartphone e web, chiamata Bronytunes, che raccoglie oltre 7 000 canzoni e remix ispirati alla serie animata.
Everfree Network, un network multimediale che compila musica prodotta dal fandom, ha elencato più di 4 800 brani di musica di oltre 500 musicisti distinti verso la fine di dicembre 2011. Thiessen ha commentato che molte di questi prodotti si avvicinano alla qualità del lavoro del suo studio, e ha suggerito la possibilità di operare un crowdsourcing per alcuni aspetti della produzione futura, mentre uno dei compositori dello show, Daniel Ingram, cita spesso canzoni fan-made sul proprio spazio web. Un gruppo di fan musicisti ha prodotto un album di canzoni originali per beneficenza, chiamato Smile, che nel giro di un mese ha riscosso più di 21 000 dollari da destinare alla Children's Cancer Association.

## Reazioni

### Staff e cast della produzione

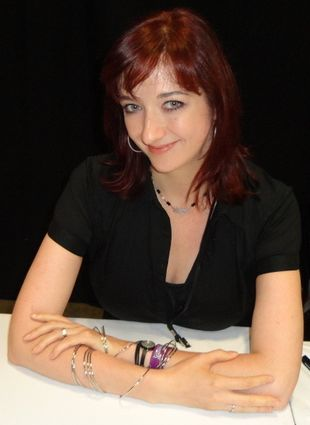
Lauren Faust, sviluppatrice dello show, ha interagito direttamente con il fandom in occasione della BronyCon dell'estate 2012.

Lauren Faust, l'allora direttore esecutivo, ha espresso apprezzamento nei confronti dei fan adulti dello show sulla propria pagina deviantART. Faust non si aspettava che uomini senza figli l'avrebbero guardato, ma ha dichiarato: «Il fatto che lo hanno guardato e sono stati mentalmente aperti e abbastanza tranquilli e sicuri della propria mascolinità da accoglierlo e amarlo e andare online a parlare di quanto lo amassero... in un certo senso ne sono fiera.» Riguardo alla propria sorpresa per l'inaspettato fandom, Faust ha detto: «A giudicare dai messaggi che ho ricevuto, questi episodi hanno sollevato gli spiriti, unito genitori e bambini, cambiato prospettive e ispirato le persone più impensabili nei luoghi più impensabili. Chi se lo sarebbe aspettato da uno show su pony color caramella?»
Faust ha notato il cinismo nei confronti del fandom brony, e ha commentato che, nel prendere in considerazione l'idea di uomini cresciuti che guardano uno show per bambine, «la gente pensa che ci sia qualcosa che non va, che sia qualcosa di anormale»; ha anche notato che era «fastidioso [per lei] che la gente saltasse a quel tipo di conclusioni». Faust ritiene che i suoi futuri show animati rivolti alle ragazze saranno più facili da vendere considerando il fandom di maschi adulti di L'amicizia è magica, e che quel tipo di produzione televisiva non è un rischio così grande come viene percepito. Quando il progetto fangame Fighting is Magic ha ricevuto da Hasbro un'ingiunzione a causa dell'uso non autorizzato di personaggi protetti da copyright e marchio di fabbrica, Faust s'è offerta di creare per gli sviluppatori nuovi design di personaggi per consentire loro di proseguire lo sviluppo del gioco senza problemi di copyright.
Su Internet, i gruppi di fan hanno permesso ai produttori dello show di valutare rapidamente il proprio lavoro; il regista e produttore Jayson Thiessen ha dichiarato che «non appena l'episodio va in onda, posso andare online e vedere la risposta della gente in tempo reale». 
Gran parte dello staff creativo è attiva su vari social media e interagisce direttamente con il fandom, ad esempio svolgendo sessioni live per rispondere alle domande dei fan durante la trasmissione dei nuovi episodi. Daniel Ingram, che scrive e compone le canzoni per la serie, si è compiaciuto della reazione dei fan alla musica dello show, ma ha aggiunto: «Non dimentico mai il target originario dello show, cioè le bambine di sei anni. Solo perché è per bambini... non credo che questo mi influenzi in termini di quanto sofisticata voglio rendere la musica.»

#### Il cast di doppiaggio

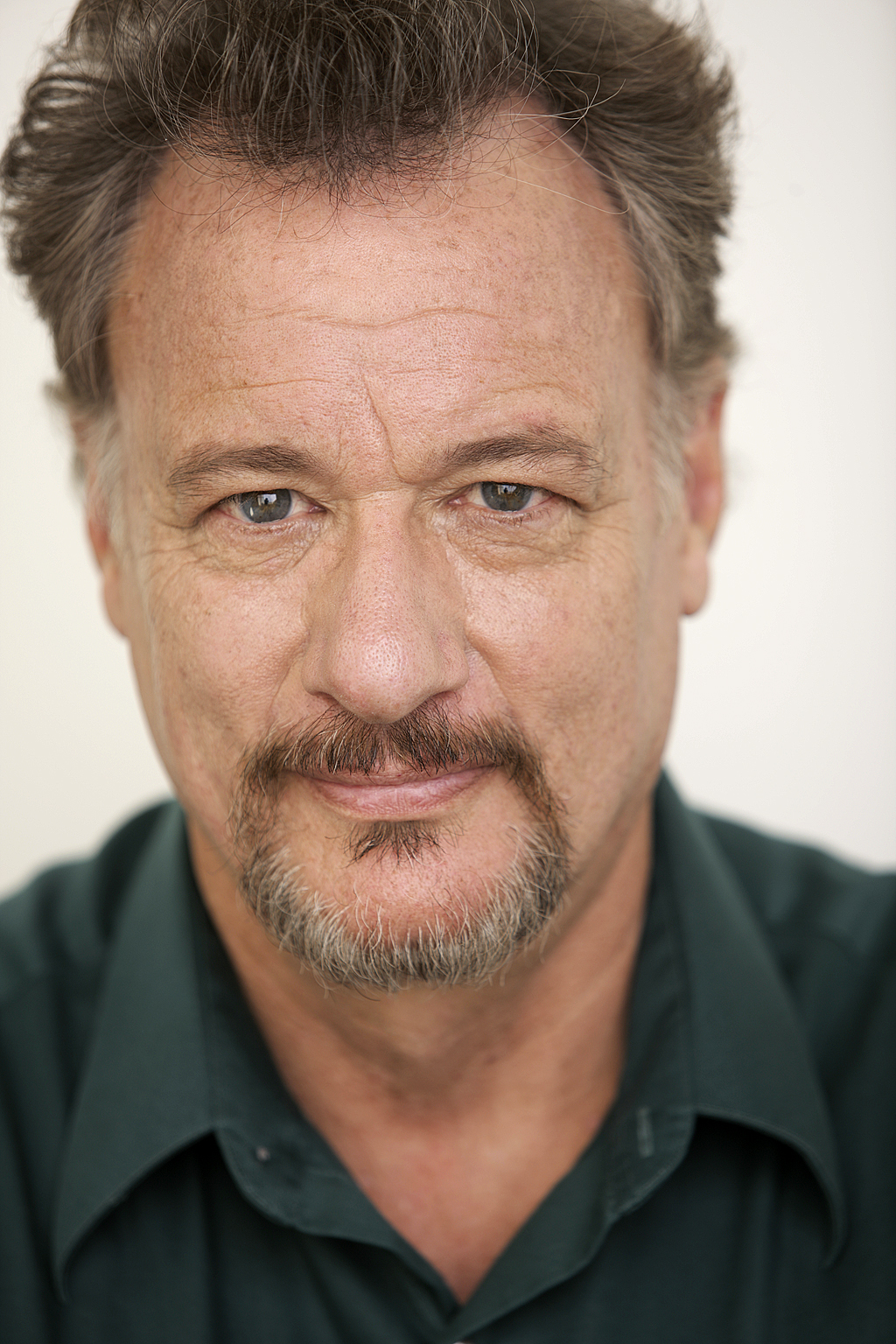
L'attore John de Lancie, che ha prestato la voce al cattivo Discord, è rimasto talmente colpito dalla reazione dei fan che ha contribuito a sviluppare un documentario sul fandom brony.

Lo show è prodotto in lingua inglese, e la fase di doppiaggio avviene precedentemente a quella di animazione; i doppiatori registrano prevalentemente a Vancouver, anche se Tara Strong (che presta la voce alla protagonista Twilight Sparkle), vivendo a Los Angeles, effettua le sue registrazioni in California.
I doppiatori hanno mostrato anch'essi apprezzamento per i fan adulti. Andrea Libman, voce di Pinkie Pie e Fluttershy, ha constatato che a causa dello show un maggior numero di persone desiderava incontrarla, e ha commentato che all'interno della comunità dei fan «ci sono artisti molto dotati che fanno cose davvero fantastiche». Tara Strong si è servita di Twitter per interagire con i fan e ha dato inizio alla meme "Twilightlicious". Ashleigh Ball, voce di Rainbow Dash e Applejack, attribuisce l'incremento di attenzioni verso la sua band Hey Ocean! alla comunità brony. La giovane doppiatrice Michelle Creber, che dà la voce a Apple Bloom e il canto a Sweetie Belle, ha collaborato con musicisti del fandom per creare nuove opere, molte delle quali non legate allo show.
John de Lancie, dopo aver interpretato il ruolo di Discord per due episodi, è rimasto affascinato dall'improvvisa ondata di fan costituita dalla comunità brony, e ha deciso di accoglierla. Ha paragonato il fandom maschile di uno show rivolto a un pubblico femminile al gran numero di donne appassionate alla serie originale di Star Trek, ed evidenziato le similitudini tra ciò che i fan hanno fatto per sostenere le rispettive serie. De Lancie ha aiutato a realizzare un documentario sul fandom, interamente finanziato su Kickstarter dai fan stessi, in occasione della quarta convention BronyCon. Faust, de Lancie e Strong compaiono nei crediti in qualità di produttori esecutivi del progetto. La campagna di finanziamento è terminata con più di 320 000 dollari di offerte, risultando il secondo più grande progetto basato su pellicola mai finanziato su Kickstarter. Durante la campagna di finanziamento, il progetto ha dichiarato le proprie intenzioni di creare una seconda versione del documentario in cui incorporare ulteriori riprese effettuate ad alcuni ritrovi del fandom in Europa. Questa sarà la versione che verrà mostrata ai festival dei film nel 2013. Il titolo del documentario è stato cambiato da BronyCon: The Documentary a Bronies: The Extremely Unexpected Adult Fans of My Little Pony  durante la produzione. La pubblicazione digitale del documentario è avvenuto il 19 gennaio 2013.
In modo analogo, la sorpresa della doppiatrice Ashleigh Ball di fronte alla passione del fandom l'ha indotta a partecipare a un altro documentario, A Brony Tale (inizialmente intitolato Brony), diretto da Brent Hodge, con riprese effettuate principalmente in occasione della BronyCon del gennaio 2012 a New York City, in cui Ball è stata ospite d'onore, e discussioni con alcuni membri del fandom. Il film, distribuito con la collaborazione di Morgan Spurlock, ha debuttato al Tribeca Film Festival 2014, e ha raggiunto il cinema e l'home video a luglio 2014.

#### Allusioni interne allo show
Faust e il team della produzione hanno riconosciuto alcuni elementi dello show creati dal fandom e li hanno incorporati nella serie animata. Per quanto la priorità di Hasbro sia di produrre uno show rivolto ai bambini, secondo Linda Steiner, vice presidente anziano di Hasbro Studios, «faremo sicuramente, per divertimento, il controllo "bronie" (sic) per vedere se a loro andrebbe bene, ma il nostro lavoro è indirizzato innanzitutto ai bambini». Margaret Loesch, presidente e amministratore delegato del canale Hub Network, ha detto che essi avevano mantenuto i propri accenni al fandom al livello di piccoli indizi. Ha aggiunto, «Non abbiamo guidato questo movimento, sono stati i fan, e non vogliamo scavalcare questo fatto. Vogliamo alimentare questo fenomeno, non manipolarlo». Una sceneggiatrice dello show, Meghan McCarthy, ha affermato: «Alcuni elementi di cultura pop vengono inseriti, ma non vogliamo fare nulla che sia troppo "ammiccante". Distrae dalla storia che stiamo cercando di narrare». Molti degli accenni al pubblico più maturo vengono inseriti dagli artisti addetti allo storyboard e dagli animatori, che hanno l'incarico di popolare le scene previste dal copione con pony di sfondo; McCarthy richiama l'esempio dei pony modellati sui personaggi principali de Il grande Lebowski, creati per riempire alcune scene ambientate in una sala da bowling nell'episodio The Cutie Pox.
Nel primo episodio, una pegasus pony di background è mostrata in una scena con gli occhi incrociati, a causa di uno scherzo di un animatore passato inosservato. Le sezioni di 4chan soprannominarono il personaggio "Derpy Hooves" e crearono per lei una personalità dettagliata, malgrado la brevità della sua apparizione. Faust ha risposto ai fan, e il team della produzione ha mantenuto il personaggio di "Derpy" con gli occhi incrociati a partire dall'episodio Feeling Pinkie Keen, dove ella è stata incorporata in una gag farsesca. Il personaggio, da allora, è divenuto una mascotte del fandom. Stando al direttore supervisore Jayson Thiessen, i team considerano il personaggio «come un piccolo easter egg da afferrare».
Alla fine della prima stagione, uno degli animatori dello show confermò che Derpy sarebbe comparsa nel copione come personaggio minore nella seconda stagione, il che è avvenuto in diversi episodi; nella versione originale dell'episodio The Last Roundup, così come nella versione integrata nel DVD The Friendship Express, "Derpy" viene chiamata per nome da un altro personaggio, pronuncia alcune battute (doppiata da St. Germain) e si comporta in modo impacciato, richiamando la personalità inventata per lei dal fandom. Benché i fan abbiano in generale apprezzato questa allusione, alcuni spettatori hanno espresso un responso negativo nei confronti del personaggio, ritenendolo offensivo nei confronti dei disabili mentali. Hasbro ha conseguentemente modificato queste scene, e benché Derpy sia ancora presente nelle seguenti trasmissioni dell'episodio e nella versione digitale, non viene più chiamata per nome, e ha una voce differente. Stando a Nicole Agnello di Hasbro, «alcuni spettatori ritenevano che certi aspetti dell'episodio The Last Roundup non fossero coerenti con il messaggio fondamentale di amicizia che costituisce il cuore e lo spirito della serie. Hasbro Studios ha deciso di introdurre lievi cambiamenti nell'audio di questo singolo episodio». Malgrado le intenzioni di Hasbro, numerosi membri della comunità brony rimasero delusi, e alcuni si sforzarono di far tornare la voce originale.
Derpy è rimasta protagonista di alcuni cameo di sottofondo nei successivi episodi della seconda e terza stagione. Nella quarta stagione, Derpy è stata reintrodotta — senza ruoli parlanti e senza che venga pronunciato il suo nome, ma preservando il suo originale aspetto con gli occhi incrociati — come personaggio secondario nella storia di Rainbow Falls. La sua apparizione è stata programmata per essere una grande sorpresa per i fan brony, stando al co-direttore Jim Miller, e il vicepresidente Mike Vogel di Hasbro ha affermato che Derpy «non se ne andrà».
Il personaggio di Derpy è stato usato più volte nell'ambito del marketing dello show. Ad esempio, il pony giocattolo esclusivo di Hasbro al San Diego Comic-Con International e My Little Pony Fair del 2012 è stato basato sul personaggio di Derpy, e ha lo stesso sguardo a occhi incrociati.

Altri personaggi minori e privi di ruolo parlante hanno visto crescere la loro importanza in conseguenza all'aver attirato l'attenzione del fandom.
Una pony unicorno dalla criniera sgargiante e gli occhiali dal sole che fa una breve comparsa dietro un tavolo da DJ nell'episodio Suited for Success è stata soprannominata con lo stage name di "DJ P0n-3" a seguito di un sondaggio online indetto da Equestria Daily. Questo nome è stato adoperato nello spot pubblicitario "Equestria Girls". Il personaggio è apparso in veste di DJ anche nell'episodio finale della seconda stagione, ed è divenuto parte della nuova collezione di giocattoli My Little Pony nel tardo 2012.

I fan dello show hanno soprannominato un personaggio maschile con il manto marrone, la criniera scompigliata color marrone e il cutie mark di una clessidra "Doctor Whooves", a causa di un'intravista somiglianza con il Dottore interpretato da David Tennant nella duratura serie televisiva della BBC Doctor Who. Il personaggio ha avuto un secondario ruolo parlante nell'episodio Call of the Cutie e un breve ruolo come cronometrista nell'episodio The Super Speedy Cider Squeezy 6000. Altri distributori ufficiali hanno ulteriormente omaggiato la serie; la serie di carte collezionabili di Enterplay ha chiamato il personaggio Time Turner, e ha scritto nella sua descrizione che si occupa di «faccende legate al tempo», ("timey-wimey" issues, in allusione a una famosa frase dall'episodio Colpo d'occhio), mentre una delle copertine esclusive per la serie di fumetti di L'amicizia è magica raffigura il personaggio di Doctor Whooves tra molti elementi tipici di Doctor Who.
Il professor Colin Burnett della Università Washington a Saint Louis ha considerato l'inserimento nello show di questi nomi creati dai fan una dimostrazione della collaborazione creativa che può esistere nei media moderni.
Il centesimo episodio della serie, Slice of Life, è stato pensato per rendere omaggio ai fan più anziani tramite l'inclusione di svariati personaggi secondari resi popolari dal fandom.

### Hasbro e Hub Network

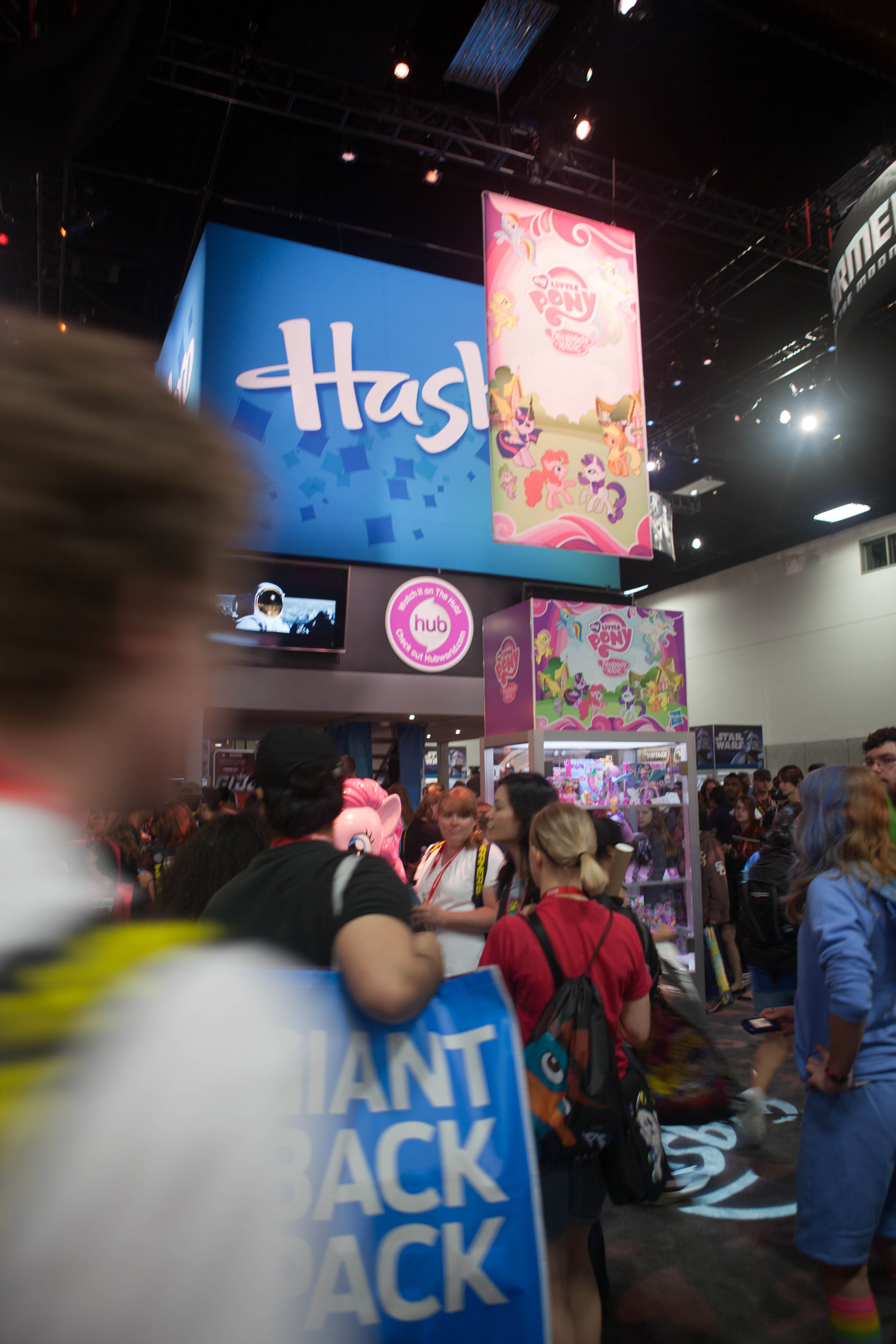
My Little Pony - L'amicizia è magica è stato largamente promosso da parte di Hasbro al loro stand al San Diego Comic-Con 2011.

Hasbro e Hub Network hanno anche cercato di rivolgersi specificamente ai brony. Steiner ha commentato: «Uno sviluppa lo show migliore che può, e spera che l'umorismo si trasferisca a un pubblico più ampio. Ma sono stato sul campo per venticinque anni e non ho mai visto niente del genere». Una portavoce della compagnia ha affermato che i brony sono «un piccolo gruppo di fan di My Little Pony che non combaciano necessariamente con quello che uno si potrebbe aspettare essere il pubblico previsto», mentre il pubblico adulto preponderante rimarrebbe prevalentemente femminile. Benché i brony costituiscano un pubblico insolito e inaspettato, Hasbro e il canale Hub Network hanno scelto di «salutare e accogliere tutti gli spettatori che hanno accolto il nostro marchio», secondo Margaret Loesch, direttrice generale di The Hub e precedente direttore esecutivo della serie animata originale di My Little Pony. Hasbro ha permesso al fandom di essere un movimento organico, portando alla sua crescita e al suo successo, stando a Stephen Davis, direttore di Hasbro Studios.
Prima della nascita del fandom brony, Hasbro aveva introdotto introdotto nuovi giocattoli My Little Pony, compresi quelli esclusivi per la convention, al San Diego Comic-Con International. Con un elemento brony nel numero dei partecipanti, i giocattoli esclusivi hanno iniziato a rifletterne la cultura; nel 2011 è stato pubblicato un grande poster che include svariati personaggi di sottofondo che hanno attratto l'interesse del fandom. Un giocattolo di Derpy è stato reso disponibile sia per la Comic-Con sia per My Little Pony Fair nel 2012. Toys "R" Us ha messo in vendita in anteprima un numero limitato del nuovo giocattolo basato sul personaggio della zebra Zecora, la cui uscita è prevista da Hasbro per la fine del 2012. I giocattoli di Zecora e di Derpy furono entrambi esauriti entro il primo giorno della convention.
Nel 2014, Shapeways ha annunciato una collaborazione con Hasbro per creare stampe 3D dei personaggi di L'amicizia è magica, usando design creati e venduti da artisti del fandom con l'autorizzazione di Hasbro. Shapeways aveva precedentemente pubblicato modelli finanziati e creati dai fan senza la licenza di Hasbro, prima di ricevere una richiesta formale di desistere da tale attività; questo ritorno alla distribuzione con il benestare di Hasbro è stato visto come un passo in avanti verso la rottura delle barriere tra marchio e consumatore, coadiuvata dall'influenza dei social media.
Fan adolescenti e adulti hanno dimostrato interesse per abbigliamento con immagini dello show; Erin Comella, brand manager per My Little Pony, ha affermato che questi fan sono «letteralmente vestiti del marchio». Hasbro ha fornito ai suoi venditori autorizzati come Hot Topic magliette a tema My Little Pony e altri capi d'abbigliamento per entrambi i sessi e per svariate fasce d'età. Hasbro ha reso il marchio My Little Pony uno "stile di vita", con duecento licenze in quindici categorie di prodotti, tra cui fumetti, abbigliamento e videogame. Secondo Julie Duffy, vicepresidente di Hasbro per la pubblicità globale del marchio, anche se il suo mercato principale è costituito dal pubblico più giovane, "[Hasbro ha] trovato modi per raggiungere il giusto equilibrio lavorando con i licenziatari per offrire ai [suoi] fan adulti un eccitante merchandise creato apposta per loro".
Benché Hasbro non abbia rivelato quale influenza abbia avuto il fandom brony sull'aumento delle vendite dei prodotti My Little Pony, Caitlin Dewey di The Washington Post ha suggerito che il successo continuativo del franchise anche a quattro anni dal suo rilancio sarebbe in parte legato all'interesse dei brony per lo show e per il merchandise, e alla propensione di Hasbro a mettere sul mercato prodotti pensati per il pubblico adulto.
Hasbro e Hub Network hanno fatto uso di campagne pubblicitarie che parodiavano altre opere rivolte più esplicitamente ai fan adulti.
Hub Network si è servito di un cartellone pubblicitario a Los Angeles che mostrava delle parodie dei film Le amiche della sposa e Poltergeist - Demoniache presenze con i personaggi dello show.
Hub Network ha anche realizzato una parodia dell'App Store della Apple, che includeva la frase There's a pony for that (lett. "C'è un pony per quello."). Una campagna promozionale in previsione del finale della seconda stagione, A Canterlot Wedding, dove il fratello di Twilight Shining Armor sposa Princess Cadance, parodiava alcuni elementi del matrimonio reale britannico del 2011, compresa l'inserzione di un annuncio nella sezione dei matrimoni del New York Times.
Nel primo periodo di esistenza del fandom, Hasbro è stato nel complesso tollerante nei confronti del caricamento di contenuti e opere derivate dallo show su siti come YouTube. Tuttavia, alla fine del 2011, un sito web gestito dai fan chiamato Ponyarchive che stava caricando gli episodi completi in alta definizione che erano in vendita su iTunes senza costi ha chiuso dopo aver ricevuto un ordine di cease and desist da parte di Hasbro.
In un altro caso, per proteggere il proprio marchio My Little Pony, Hasbro ha dovuto prendere provvedimenti legali nei confronti di un gruppo che stava lavorando a un MMO chiamato MLP: Online, anche se gli sviluppatori, dopo aver discusso con i legali di Hasbro, stanno lavorando a un nuovo gioco che non violi le leggi del copyright. Più di recente, Hasbro ha inviato un provvedimento di sospensione al progetto ad alta visibilità My Little Pony: Fighting Is Magic.
Negli altri casi, la politica di non intervento di Hasbro ha permesso la crescita del fandom. Anche se molti video creati dai fan combinano spezzoni sotto copyright di L'amicizia è magica con elementi adulti di film non appropriati per i bambini come Bastardi senza gloria o linguaggio scurrile di artisti musicali come Wu-Tang Clan, Hasbro non ha preso posizione contro questi video e ha riconosciuto che le parodie e i remix formano una cultura di partecipazione che ha aiutato a creare un maggior interesse nei confronti dello show. Alla luce dello Stop Online Piracy Act, Daniel Nye Griffiths della rivista Forbes considerò il riutilizzo da parte dei fan di materiale sotto copyright e la creazione di nuove opere a partire da tale materiale come esempi dell'esito inevitabile del successo di qualunque materiale si fosse guadagnato un fandom, e lodò Hasbro per aver accettato tale mezzo per estendere il marchio anziché tentare senza tregua di fermare queste violazioni.
A partire dal novembre 2012, un fumetto di My Little Pony - L'amicizia è magica è in corso di pubblicazione mensile a opera di IDW Publishing; il fumetto, come la serie animata, è pensato per un pubblico di bambini piccoli e per i loro genitori, ma comprende numerosi cenni alla cultura popolare e al fandom per interessare anche i lettori più anziani.
IDW ha riferito che i pre-ordini del primo numero sono stati più di 100 000, superando numerosi altri fumetti di quel mese e rendendolo uno dei fumetti singoli più richiesti del 2012, nonché il fumetto di maggior successo nella storia di IDW; la compagnia ha anche annunciato che è in programma una ristampa per poter soddisfare ulteriore domanda, nonché una ripubblicazione del primo set come volume singolo per il 2013.
Il mensile e le sue "micro-serie" indipendenti (singoli numeri incentrati su uno solo dei personaggi principali) si sono regolarmente classificati tra i 100 fumetti più venduti del mese, e il titolo, che rimane la pubblicazione di punta di IDW, è uno dei pochi non DC o Marvel, assieme The Walking Dead, ad apparire nella lista.

### Critiche
Il fandom è stato a volte percepito in modo negativo, al punto che la copertura mediatica del fenomeno brony ha in certi casi messo in secondo piano le discussioni sullo show in sé. 
Gran parte dello scherno rivolto al fandom proviene dalla comprensione che gran parte degli appassionati dello show è composta da maschi adulti. Per questo motivo, la comunità brony è stata ridicolizzata tramite trolling sui forum di Internet, anche dopo essere emigrata da 4chan. Questo fatto è stato riportato anche da canali mediatici popolari. Il talk show comico Red Eye w/Greg Gutfeld del canale Fox News si è preso gioco del fandom per il fatto che consiste prevalentemente di maschi adulti; Kurt Schlichter di BigHollywood.com ha definito il fenomeno un «nuovo trend terrificante», e ha scritto: «Hollywood, hai davvero la necessità di promuovere l'inquietante immaturità di questi mollaccioni? No. È il momento di fermare questa pazzia.» Commentando l'articolo di Schlichter, Greg Pollowitz del National Review Online ha scritto che, considerando il target demografico dello show, non riusciva a comprendere la sua attrattiva verso gli uomini adulti. Jerry Springer ha tentato di invitare al suo talk show ospiti brony per un segmento di Outrageously Guilty Pleasures, anche se parte del fandom ha messo in guardia gli altri contro la possibilità di essere messi in ridicolo.
Le critiche basate sul genere hanno colpito anche fan più giovani, come nel caso di Michael Morones di cui sopra. Un'altra storia che ha ricevuto attenzione mediatica a livello nazionale negli Stati Uniti è stata quella di Grayson Bruce, un ragazzino di nove anni e fan della serie, a cui è stato chiesto di smettere di portare a scuola il proprio zaino di Rainbow Dash per far cessare gli episodi di bullismo in cui era stato coinvolto. Una campagna online di supporto a Grayson ha guadagnato oltre 32 000 sostenitori sulla sua pagina di Facebook, e il fandom brony, i creatori dello show, i doppiatori e diversi conduttori televisivi come Glenn Beck, Ronan Farrow ed Eugene Volokh si sono schierati dalla parte del bambino.
La scuola ha successivamente ritrattato la propria posizione a seguito di un colloquio con la famiglia, spiegando che non intendeva incolpare lo studente per l'incidente.
Alcuni media sono stati critici nei confronti del materiale per adulti prodotto dai fan. In alcuni casi, questi video possono apparire nelle ricerche su Internet che i bambini potrebbero effettuare alla ricerca di versioni online del programma, costringendo i genitori a discutere di pornografia e sesso con i loro figli. Una serie parodistica chiamata PONY.MOV, disegnata dall'animatore Max Gilardi nello stile di John Kricfalusi, mette i personaggi in situazioni estremamente adulte ed è stata descritta dal sito web io9 come «disgustosa... e senz'alcun dubbio NSFW». Un segmento di The Howard Stern Show nel luglio 2012 s'è concentrato sull'aspetto pornografico del fandom brony, spesso chiamato "clop".
Amanda Marcotte di Slate ha affermato che la trasformazione dei personaggi pony in ragazzine adolescenti nel film Equestria Girls è stata una mossa mirata a soddisfare i fan adulti che «hanno espresso un forte interesse nel vedere i Pony in forme umanizzate e sexy».
In un'occasione, diversi canali mediatici, per evidenziare la natura ridicola di parte del fandom e dei frequentatori di Internet in generale, hanno riportato una lettera scritta da un brony che si affermava in procinto di sposare Twilight Sparkle a un artista del fandom che ritraeva tale personaggio in situazioni erotiche, intimandogli di smetterla.
I membri del fandom riconoscono che parte del gruppo crea questo tipo di materiale, ma la considerano «una parte inevitabile di qualunque fandom in rete», come descritto da Sadie Gennis di TV Guide, e non sono preoccupati di questo aspetto. Uno studio condotto da studenti universitari della University of Connecticut ha evidenziato che una parte del fandom brony mostra caratteristiche di mascolinità egemonica, per cui i membri di sesso maschile si sforzano di mantenere la maggioranza numerica escludendo e alienando di proposito fan di sesso femminile.
Rebecca Angel, scrivendo per la colonna Geekmom di Wired, ha descritto parte delle reazioni negative di alcuni colleghi scrittori alla cultura prevalentemente maschile dei brony, che include accuse di pedofilia, omosessualità e immaturità. Angel ha difeso la cultura del fandom, descrivendo l'interesse dei fan adulti come una forma di escapismo, e affermando che lo show fornisce dei personaggi in cui essi possono immedesimarsi e di cui possono parlare con gli altri fan. Ha anche fatto notare l'ipocrisia dell'idea per cui le femmine possono guardare programmi orientati ai maschi senza essere messe in discussione, mentre i brony maschi vengono criticati per il loro interesse per uno show orientato a un pubblico femminile.
Angel ha successivamente definito il fandom brony come ribelle contro i "ruoli legati al genere", affermando che «avere interessi che vanno contro ciò che gli uomini dovrebbero farsi piacere è il genere più furtivo di ribellione». In modo analogo, in un segmento di Idea Channel del Public Broadcasting Service è stato affermato che il ridicolo di cui è vittima la comunità brony è parzialmente dovuto al fatto che l'apprezzamento maschile per lo show sfida le nozioni preconcette di "ruolo legato al genere" presente nei mass media.
Diverse volte, parte del fandom brony ha reagito negativamente ai cambiamenti nella direzione della serie, come nel caso del sopramenzionato cambiamento che ha coinvolto il personaggio di Derpy Hooves nella versione originale dell'episodio The Last Roundup. Un altro caso ha riguardato l'episodio finale della terza stagione, Magical Mystery Cure, in cui la protagonista Twilight Sparkle si trasforma in un unicorno alato (alicorno) e viene nominata principessa alla fine dell'episodio. Questo cambiamento era stato rivelato prima della messa in onda dell'episodio, ed era stato criticato da una porzione del fandom e definito il "salto dello squalo" della serie, mentre altri lo avevano ritenuto un cambiamento significativo di uno dei personaggi più popolari dello show, in cui la maggior parte dei fan poteva riconoscersi. I produttori della serie hanno assicurato che anche se l'aspetto fisico di Twilight sarebbe stato diverso, la sua personalità e il concept della serie non sarebbero stati alterati.
All'annuncio del lungometraggio animato My Little Pony - Equestria Girls, in cui i personaggi pony compaiono in forma di ragazzine umane liceali, una consistente frazione del fandom adulto ha reagito negativamente all'idea. Molti fan hanno dichiarato che si trattava di una mossa commerciale di Hasbro e che si distaccava dalla direzione che Faust aveva originariamente concepito per la serie, mentre altri hanno criticato l'aspetto cliché della commedia liceale, la corporatura eccessivamente magra dei personaggi umani e altri elementi. Il fansite Equestria Daily ha ammonito i lettori di non attaccare i creatori dello show che avevano lavorato anche al film, e altre figure di rilievo del fandom hanno esortato gli altri fan a continuare a sostenere lo staff. Shaun Scotallaro di Equestria Daily ha definito il comportamento del fandom «la tipica reazione esagerata a qualcosa che cambia nella tua serie preferita».

### Altri mezzi d'informazione
I giocattoli My Little Pony sono stati collezionati principalmente da donne cresciute con questo tipo di giocattoli negli anni ottanta e novanta, prima che Hasbro riportasse in auge la serie di giocattoli con la sua linea L'amicizia è magica.
Bonnie Zacherle, creatrice della linea originale di giocattoli, ha evidenziato che questi ultimi, e la serie animata, erano stati inizialmente concepiti per piacere a bambini di entrambi i generi, e considera una «buona cosa» che il fandom adulto dimostri per la serie lo stesso apprezzamento dei collezionisti.
Secondo Summer Hayes, autore di sei libri su collezioni di giocattoli My Little Pony e organizzatore della fiera annuale di collezionisti My Little Pony, alcuni di questi collezionisti hanno apprezzato l'attenzione della comunità brony, mentre altri collezionisti non vedono di buon occhio l'improvvisa popolarità di L'amicizia è magica. Ha spiegato che questi fan e collezionisti precedenti hanno pensato: «E noi? Siamo qui da sempre, e a nessuno è sembrato importare. Ma adesso che ci sono tutti queste persone di venti-trent'anni che ne vanno pazze, è improvvisamente importante e significa qualcosa». Hayes ha anche dichiarato: «Ai brony dico: credo che My Little Pony sia fantastico, quindi maggior potere a voi».
Il fandom di adulti ha ottenuto l'attenzione dei media tramite mezzi come Wired, Fox News Channel e The Wall Street Journal. Il comico Stephen Colbert ha rivolto un saluto direttamente ai brony almeno due volte nel suo show, The Colbert Report, benché il suo giudizio nei confronti del fandom si sia in seguito fatto ambiguo. Erin Burnett del programma della CNN Outfront ha presentato un servizio sulla Summer BronyCon 2012, terminando il reportage con l'immagine di un personaggio dello show con colori modificati rappresentante se stessa in versione pony. I fan le hanno offerto alcune versioni artistiche del suo personaggio per "dar[le] il benvenuto nel branco". Lo show radiofonico di natura comica Wait Wait... Don't Tell Me! della National Public Radio ha messo in risalto il fandom brony in un episodio del giugno 2011, e la settimana dopo ha posto all'ex-presidente degli Stati Uniti Bill Clinton un quiz su alcuni elementi dello show durante un'intervista telefonica in un segmento del programma chiamato Not My Job; Clinton ha risposto correttamente alle tre domande a risposta multipla, portando un giornalista a chiamarlo scherzosamente "brony". Riferimenti al fandom brony compaiono anche in un episodio di Hot in Cleveland.
Il lessicografo Grant Barrett ha elencato brony tra le nuove parole degne di nota del 2011. La rivista TIME ha nominato "i brony" come nono miglior fenomeno di Internet del 2011, il sito di ricerca sui fenomeni di Internet Know Your Meme li ha elencati tra i migliori dieci e PC Magazine li ha nominati uno dei migliori fenomeni di Internet del 2011.

## Nella cultura di massa
L'esistenza del fandom adulto di My Little Pony - L'amicizia è magica ha portato a riferimenti al programma nella cultura popolare. La serie animata Mad ha parodiato L'amicizia è magica almeno due volte; un episodio era chiamato My Little War Horse (lett. "Il mio piccolo cavallo da guerra").
Un episodio di Bob's Burgers chiamato "The Equestranauts" contiene un riferimento ai brony e alle loro convention. Un livello segreto nel videogame Diablo III comprende nemici chiamati Rainbow Western, Midnight Sparkle e Nightmarity, allusioni ai personaggi di L'amicizia è magica. Nelle interviste per la serie podcast collegata ai videogame Geek a Week, sia Markus "Notch" Persson di Mojang sia Gabe Newell di Valve Corporation hanno affermato di essere fan di L'amicizia è magica. Owichemi Labs ha aggiunto una "modalità brony" al loro videogame, Snuggle Truck, come contenuto scaricabile gratuito nell'ottobre 2012, come specifico accenno alla comunità brony. La modalità rimpiazza i variegati animali del gioco con pony ispirati a L'amicizia è magica che l'utente deve trasportare in sicurezza attraverso un paesaggio. Un personaggio extra di Borderlands 2 disponibile come contenuto scaricabile, il Mechromancer, include numerosi riferimenti alla serie animata e ai fan tramite i nomi delle abilità del personaggio.
Bronies: The Musical, una produzione teatrale di Tom Moore e Heidi Powers ispirata alla cultura brony, ha vinto il titolo di "miglior musical" all'Hollywood Fringe Festival.
La popolarità della serie tra il fandom adulto ha portato a includere una breve animazione dello show in uno spot pubblicitario della NFL durante il Super Bowl XLIX.
Il gruppo parlamentare tedesco Partito Pirata nel landtag di Berlino ha insistito sull'inclusione di una pausa chiamata pony time, in cui venisse mostrato un episodio della serie, durante i loro incontri nell'ufficio parlamentare, cosa che ha scontentato molti altri membri del parlamento di Berlino. Il gruppo Internet attivista Anonymous ha usato il personaggio di Rainbow Dash per deturpare il sito web del Partito Socialdemocratico d'Austria nel 2011 e nel 2012. Un hacker white hat adolescente ha adoperato il nome di Pinkie Pie per l'anonimato e una fan art del personaggio che brandisce una scure per poter partecipare (con successo) a un concorso sponsorizzato all'inizio del 2012 da Google Chrome e volto a infrangere il sistema di sicurezza del browser; il medesimo utente è stato anche il primo a infrangere i sistemi di sicurezza in un secondo concorso tenutosi successivamente, sempre nel 2012, e ha in seguito rintracciato un'importante falla di sicurezza nel kernel Linux.
Un update di Google Hangouts del maggio 2013 comprendeva un easter egg che faceva correre attraverso la finestra di chat pony ispirati a L'amicizia è magica.
Ad agosto 2013, in corrispondenza della sua Geek Week, YouTube ha aggiunto due easter egg di simile natura: il primo faceva apparire dei pony che attraversavano lo schermo se la ricerca veniva effettuata sulla parola bronies, mentre il secondo faceva cambiare il colore alla barra di ricerca del sito se tra le parole cercate figurava il nome di un pony, rendendola dello stesso colore del pony in questione.
Un articolo apparso sul New York Times il 26 dicembre 2011, Navigating Love and Autism di Amy Harmon, ha descritto come una giovane donna con la sindrome di Asperger abbia usato i personaggi di L'amicizia è magica per lenire lo stress. Ella visualizzava il personaggio di Twilight Sparkle ogniqualvolta «si sentisse in una situazione di malumore». La storia confondeva Twilight Sparkle con Fluttershy sulla prima pubblicazione e il giornale pubblicò una correzione che alcuni giornalisti hanno scherzosamente considerato "la miglior correzione sul New York Times di sempre", anche se altri l'hanno vista come segno dell'integrità giornalistica del Times. Harmon è stata contattata dai fan a proposito dell'errore, e ha detto: «Odio sbagliare qualcosa, ma confesso che ho provato un certo divertimento nel trovare le parole giuste per formulare [questa correzione]».
Nel 2015, il New York Times ha riportato in un articolo che Dylann Roof, sospettato nel massacro di Charleston, era un fan di My Little Pony, ma ha successivamente rettificato la notizia dopo essersi reso conto di essere stato ingannato da una falsa notizia diramata da un blogger, che ha dichiarato di aver fabbricato la storia «per vedere se un giornalista svolga un controllo adeguato delle informazioni a lui fornite».

## Fan celebri

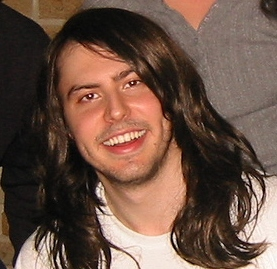
Andrew W.K., musicista, ha dichiarato che si è riconosciuto direttamente nel personaggio festaiolo e iperattivo di Pinkie Pie.

Il musicista statunitense Andrew W.K. ha dichiarato di identificarsi fortemente con l'estremamente entusiastico personaggio di Pinkie Pie. Ha detto che «lei è un'altra creatura, proprio come lo sono io in questo mondo, che fa tutto ciò che può per divertirsi,» e che si sente ispirato dal personaggio che diffonde eccitazione e gioia agli altri. Ha presieduto a un incontro intitolato Che cosa farebbe Pinkie Pie? alla convention brony Canterlot Gardens nel settembre 2012, definendo l'avvenimento «l'esperienza più intensa della [sua] vita».
L'attrice di Broadway Lena Hall ha affermato di guardare lo show perché la fa sentire «super felice» e perché apprezza le lezioni che la serie impartisce, e si considera una "pegasister". In occasione della propria premiazione ai Tony Award 2014 come miglior attrice non protagonista, Hall ha chiuso il discorso di accettazione menzionando il sottotitolo della serie, «l'amicizia è magica». 
Circa quattro mesi dopo, Hall ha annunciato tramite Twitter che avrebbe fatto da guest star nella quinta stagione dello show, e di lì a poco è comparsa nell'episodio The Mane Attraction come doppiatrice di Coloratura. Quando l'episodio è andato in onda, Hall ha trasmesso in diretta streaming su Periscope la propria reazione e quella di sua nipote, e risponendo alle domande dagli spettatori durante le interruzioni pubblicitarie ha dettagliato le proprie esperienze dietro le quinte della produzione dell'episodio e il suo incontro con lo show stesso, ammettendo di averne guardato le prime tre stagioni l'una di fila all'altra.
L'attore Billy Bob Thornton ha ammesso di guardare lo show durante un'intervista con GQ. Egli e sua figlia Bella erano soliti guardare My Little Pony, finché quest'ultima divenne troppo grande per il cartone, e nel cercare la serie per vederla di nuovo Thornton s'imbatté ne L'amicizia è magica e iniziò a guardarlo assieme alla figlia. Anche a lui piacevano i messaggi positivi della serie su come funziona il mondo, come ad esempio quello de La cutie-mappa. In un episodio di Late Night with Seth Meyers, Thornton ha anche affermato che benché il personaggio preferito di sua figlia sia Twilight Sparkle, le sue preferite sono Fluttershy (perché «parla come Marilyn Monroe») e Rainbow Dash.
William Shatner ha dichiarato tramite Twitter di essere un fan della serie, e che sarebbe comparso come ospite assieme a Felicia Day nel corso della settima stagione.